# Blas Pajarero
Blas Pajarero, seudónimo de Pablo Rodríguez Martín (Santander, 1 de junio de 1926 - Valladolid, 11 de diciembre de 1991), fue un escritor español.

## Biografía
Hijo de un militar de la Segunda República Española, a causa de la guerra civil española tuvo que huir de Santander en un recorrido que le llevó finalmente a Ripoll, donde pasó parte de su infancia, hasta que regresó a Valladolid, provincia originaria de la familia (en concreto, provenían de Castromonte, en los Montes Torozos, al norte de la provincia).
Unido literariamente y por ideas afines a un interesante movimiento cultural vallisoletano, en época de la dictadura franquista, con otros escritores y artistas de la ciudad, en torno a la librería Relieve, crearon "Los pliegos del Cordel" un legado importante y fundamental para la vida cultural de la ciudad de Valladolid. En ese tiempo publica su libro más famoso Retazos de Torozos.
En el año 1986 prologa el primer libro del poeta vallisoletano Esteban Pérez Sánchez (A quien lo quiera).
En el Barrio de Las Delicias, la biblioteca de su centro cívico lleva su nombre.